# Christa Wehling
Christa Wehling (* 6. März 1928 in Elmshorn, Schleswig-Holstein; † 17. März 1996 ebenda) war eine deutsche Volksschauspielerin.

## Leben
Christa Wehling gehörte ab 1954 über Jahrzehnte zum Ensemble des Hamburger Ohnsorg-Theaters. Durch die regelmäßig gesendeten Fernsehübertragungen der Ohnsorg-Stücke im NDR wurde sie auch einem bundesweiten Publikum bekannt, so etwa in den äußerst erfolgreichen Inszenierungen Opa wird verkauft (1961) mit Henry Vahl, Heinz Lanker, Karl-Heinz Kreienbaum, Der Bürgermeisterstuhl (1962 und 1969) mit Heinz Lanker, Otto Lüthje, Henry Vahl, Erna Raupach-Petersen, Meister Anecker (1965) mit Henry Vahl, Jochen Schenck, Heini Kaufeld, Die Königin von Honolulu (1966) mit Otto Lüthje, Erna Raupach-Petersen, Heidi Mahler, Jochen Schenck, Werner Riepel, Zwei Kisten Rum (1968) mit Wiebke Allert, Werner Riepel, Heini Kaufeld, Die Kartenlegerin (1968) mit Heidi Kabel, Willy Millowitsch, Mein Mann, der fährt zur See (1971) mit Werner Riepel, Edgar Bessen, Hilde Sicks, Das Hörrohr (1973) mit Hans Jensen, Heidi Mahler, Ernst Grabbe und Gute Nacht, Frau Engel (1983) mit Heidi Kabel, Werner Riepel, Karl-Heinz Kreienbaum.
Daneben spielte sie auch in speziellen Fernsehproduktionen, zum Beispiel in Sparks in Neu-Grönland (1971), Bismarck von hinten oder Wir schließen nie (1974), Aller guten Dinge sind drei (1980) und Die schönsten Geschichten mit Heinz Rühmann (1994). Auch in einer Reihe von Mundart-Hörspielen des NDR war sie zu hören, wie beispielsweise 1965 unter der Regie von Rudolf Beiswanger als Königin Isabella I. in Kristoffer Kolumbus mit Jochen Schenck und Otto Lüthje. Ihre letzte Bühnenrolle spielte sie 1994 im Stück De Bürgermeisterstohl.
Christa Wehling war seit 1957 mit ihrem Schauspiel- und Ohnsorg-Ensemblekollegen Jochen Schenck verheiratet. Sie verstarb im März 1996 an den Folgen einer Krebserkrankung. 

## Ehrungen
- Ihre Heimatstadt Elmshorn widmete ihr eine eigene Straße, den Christa-Wehling-Weg.

## Hörspiele
- 1955: Dat Spill von de Hilligen Dree Könige (nach Felix Timmermans) – Regie: Hans Mahler
- 1956: De ruge Hoff (nach Fritz Stavenhagen) – Regie: Hans Tügel
- 1959: Spök in'n Dörpen – Regie: Otto Lüthje
- 1960: Up eegen Fust – Autor und Regie: Hans Mahler
- 1960: Dat Nettelkrut – Regie: Hans Mahler
- 1962: Hanna un de teihn PS – Regie: Hans Robert Helms
- 1962: Toslaten Döörn (von Ewald Christophers) – Regie: Heinz Lanker
- 1962: Nich dat Geld alleen – Regie: Friedrich Schütter
- 1963: Mitgift ut Kalkutta – Regie: Bernd Wiegmann
- 1963: Twee Iesen in't Füer – Regie: Hans-Jürgen Ott
- 1963: Dreemal kort: Ick frei mi! (von Rudolf Kinau) – Regie: Hans-Jürgen Ott
- 1963: De trurige GmbH – Regie: Rudolf Beiswanger
- 1963: Stille Hochtied (von Rudolf Kinau) – Regie: Heinz Lanker
- 1963: Küselwind – Regie: Rudolf Beiswanger
- 1964: Hein Butendörp sien Bestmann – Regie: Otto Lüthje
- 1965: De Dörpdokter – Regie: Rudolf Beiswanger
- 1965: Kristoffer Kolumbus (von Rudolf Kinau) – Regie: Rudolf Beiswanger
- 1966: De Paradiesappeln – Regie: Günther Siegmund
- 1966: Familje Lammers I – Regie: Hans Tügel
- 1967: Familje Lammers II – Regie: Hans Tügel
- 1968: Familje Lammers III – Regie: Hans Tügel
- 1968: Solotouren – Regie: Heinz Lanker
- 1968: Afdanzball – Regie: Hans Tügel
- 1969: ... un syne Frau – Regie: Rudolf Beiswanger
- 1969: Sommerleev (von Ewald Christophers) – Regie: Otto Lüthje
- 1970: De Weltünnergang – Regie: Curt Timm
- 1970: Dat Testamentexamen – Regie: Heinz Lanker
- 1970: Dat Wunnermittel – Regie: Hans Tügel
- 1971: De Trepp – Regie: Hans Tügel
- 1971: Fenna Onnen (von Hein Bredendiek) – Regie: Jochen Schenck
- 1972: Lanterne (von Rudolf Kinau) – Regie: Heinz Lanker
- 1973: De Schrittmaker – Regie: Heinz Lanker
- 1973: Haben Sie Hitler gesehen? (von Walter Kempowski) – Regie: Hans Gerd Krogmann
- 1973: Een Engel is kommen – Regie: Jochen Schenck
- 1973: Uteneenleevt – Regie: Heinz Lanker
- 1975: Na' söss Joahr – Regie: Curt Timm
- 1978: Levenshölp – Regie: Karl-Otto Ragotzky
- 1978: De Saak mit de Wohrheit – Regie: Karl-Otto Ragotzky
- 1984: Ole Geschichten – Regie: Hans Helge Ott

Datum unbekannt:
- Bargenstedter Beer – Regie: Rudolf Beiswanger
- Bloss eenmol in't Joahr – Regie: Curt Timm
- De Deef – Regie: Hans Tügel
- De mit dat Teken – Regie: Curt Timm
- Een leegen Hannel – Regie: Hans Tügel

## Filmografie
- 1958: Meister Anecker (TV)
- 1961: Ein Mann mit Charakter (TV)
- 1961: Stine vom Löh auf großer Fahrt (TV)
- 1961: Opa wird verkauft (TV)
- 1962: Schweinskomödie
- 1962: De dolle Deern (TV)
- 1962: Der Bürgermeisterstuhl (TV)
- 1963: Hafenpolizei – Marihuana
- 1964: Die Kartenlegerin oder Die Welt will betrogen sein (TV)
- 1964: Das Hörrohr (TV)
- 1966: Die Königin von Honolulu (TV)
- 1965: Meister Anecker (TV)
- 1967, 1968: Landarzt Dr. Brock (TV-Serie, drei Folgen)
- 1967: Dreizehn Briefe; Folge: Das neue Amt
- 1967: Hein Butendörp sien bestmann (TV)
- 1968: Zwei Kisten Rum (TV)
- 1968: Die Kartenlegerin (TV)
- 1969: Der Bürgermeisterstuhl (TV)
- 1969–1971: Haifischbar (TV-Serie, drei Folgen)
- 1971: Das Verlegenheitskind (TV)
- 1971: Sparks in Neu-Grönland (TV)
- 1971: Mein Mann, der fährt zur See (TV)
- 1971: Jonny der Dritte (TV)
- 1973: Das Hörrohr (TV)
- 1973: Vier Frauen um Kray (TV)
- 1973: … aber Jonny!
- 1974: Bismarck von hinten oder Wir schließen nie (TV)
- 1974: Eine geschiedene Frau (TV-Mehrteiler)
- 1974: Das Sympathiemittel (TV)
- 1975: Liebe Verwandtschaft  (TV)
- 1976: Hühner aus Nachbars Garten (TV)
- 1977: Petrus gibt Urlaub (TV)
- 1978: Cowboys, Quiddjes und Matrosen (TV)
- 1979: Heiratsschwindel (TV)
- 1979: Mit Gefühl und Wellenschlag (TV)
- 1980: Aller guten Dinge sind drei. Serenade für Spieldose, Cello und Orgel (TV)
- 1980: Das Naturtalent (TV)
- 1981: Späte Liebe geht ins Geld (TV)
- 1982: Eine Frau für den Klabautermann (TV)
- 1983: Die fröhliche Tankstelle (TV)
- 1983: Gute Nacht, Frau Engel (TV)
- 1984: Helga und die Nordlichter (TV-Serie, zwei Folgen)
- 1985: Familie Schlapphoff (TV)
- 1986: Der Trauschein (TV)
- 1986: Vom Fischer und seiner Frau (TV)
- 1989: Der Bürgermeisterstuhl (TV)
- 1989: Die Deern ist richtig (TV)
- 1990: Die spanische Fliege (TV)
- 1992: Die schwebende Jungfrau (TV)